# Личинкоїд вогнистий
Личинкоїд вогнистий (Pericrocotus miniatus) — вид горобцеподібних птахів родини личинкоїдових (Campephagidae). Ендемік Індонезії.

## Поширення і екологія
Вогнисті личинкоїди мешкають на Суматрі і Яві. Вони живуть у вологих гірських тропічних лісах, на полях і плантаціях.